# Onthophagus clavisetis
Onthophagus clavisetis là một loài bọ cánh cứng trong họ Bọ hung (Scarabaeidae).